# Anorgasmie
Anorgasmie je sexuální dysfunkce spočívající v neschopnosti dosáhnout orgasmu během pohlavního styku. Jedná se o jeden z nejčastějších sexuálních problémů žen.
Obvykle má psychologický nebo emocionální základ, ale někdy může být způsobena i organicky. Její příčinou bývá stres, úzkost, únava, užívání pornografie, obavy z otěhotnění, vina, deprese, strach, bolest, otrava alkoholem, vliv léků a chemických látek.